# Dalo Bucaram
Abdalá Jaime Bucaram Pulley, más conocido como Dalo Bucaram (Guayaquil, 25 de marzo de 1982), es un exfutbolista, abogado, dirigente deportivo y político ecuatoriano. Es hijo del expresidente de Ecuador Abdalá Bucaram Ortiz. Durante su carrera política fundó el partido político Fuerza Ecuador y fue elegido como legislador en dos períodos, formando parte de la Asamblea Nacional entre el 2009 y el 2014. También fue candidato a la presidencia de la República de Ecuador en las elecciones de 2017.

## Biografía

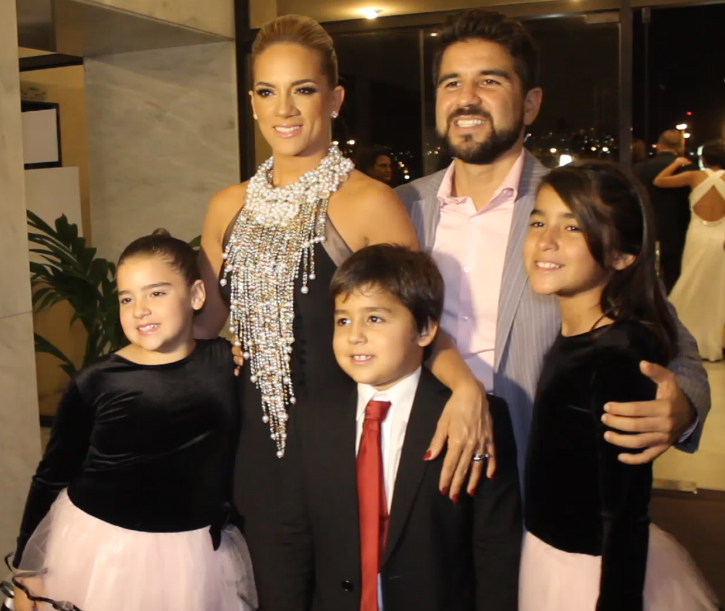
La Familia Bucaram Pazmiño en 2015. Gabriela Pazmiño junto a Dalo Bucaram y sus hijos en la gala de los Premios ITV.

Abdalá Jaime Bucaram Pulley conocido por su seudónimo Dalo, nació en Guayaquil, el 25 de marzo de 1982. Es hijo del expresidente del Ecuador Abdala Bucaram Ortiz y de la señora María Rosa Pulley Vergara. Es el tercero de 4 hermanos: Jacobo, Linda y Michel.
Realizó sus estudios secundarios en el Colegio Moderna Sergio Pérez Valdez de la ciudad de Guayaquil.[cita requerida]
En 2005 contrajo matrimonio con la conductora Gabriela Pazmiño, con quien procreó cuatro hijos: Dalia, María Gabriela, Abdala y Charlotte.
Tras su retiro del fútbol profesional a los 24 años, inicia su carrera política junto a su esposa, donde llegó a ocupar el cargo de asambleísta con 428 000 votos en 2009 y en 2014 fue reelegido con 500 000.
Estudió Derecho en la Universidad Metropolitana de Ecuador, posteriormente se transfirió a la Universidad Cooperativa de Colombia de Quito en la cual egresó. Se especializó en derecho constitucional en la Universidad de Salamanca de España. Es poseedor de una Maestría en Gestión Política de la Universidad George Washington de Estados Unidos.

## Carrera deportiva
Jugó como centrocampista en varios clubes de América del Sur. Estuvo en el equipo ecuatoriano Emelec donde se formó como jugador. También fue parte de Barcelona, Santa Rita, Audaz Octubrino, Club Atlético Chacarita Júniors de Argentina y del Alianza de Montevideo, de la segunda división Uruguaya.
En 2001 fue seleccionado como jugador del equipo nacional de fútbol ecuatoriano categoría sub-20, en el que solo jugó el partido inaugural del campeonato sudamericano disputado contra la selección de Venezuela, que terminó en una puntuación de 0-0, el entrenador José María Andrade renunció y Fabián Burbano asumió el cargo. Bucaram manifestaba que existía una conspiración política, por lo cual no era seleccionado para algunos de los juegos adicionales durante el torneo sudamericano. Las acusaciones fueron hechas contra Bucaram que solo fue seleccionado debido a una amistad entre su padre y entrenador Andrade. Bucaram negó esta acusación.
| Club                        | País      | Año       |
| --------------------------- | --------- | --------- |
| Emelec (divisiones menores) | Ecuador   | 1996-2000 |
| Santa Rita                  | Ecuador   | 2001      |
| Chacarita Juniors           | Argentina | 2002      |
| Barcelona                   | Ecuador   | 2002      |
| Emelec                      | Ecuador   | 2003      |
| Alianza                     | Uruguay   | 2003      |
| Audaz Octubrino             | Ecuador   | 2004      |
| Santiago Morning            | Chile     | 2004      |
| Unión San Felipe            | Chile     | 2005      |
| Santa Rita                  | Ecuador   | 2005      |

## Carrera política

### Partido Roldosista Ecuatoriano
Más conocido como PRE, fue un partido político liderado por su padre Abdalá Bucaram Ortiz, fundado el 18 de enero de 1983. Fue Director Provincial del Partido en el Guayas desde el 2006 hasta el 2008 y Director Nacional del Partido por 6 años, desde el 2008 hasta el 2013. Dalo dejó la dirección de este último aludiendo que quería dedicarse a sus estudios, a su familia y a formar nuevos líderes en el Guayas.

### Asambleísta Nacional del Ecuador
Periodo 2009 - 2013

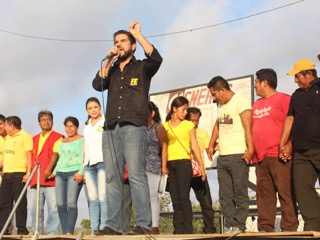
Pronunciamiento de Discurso político en el año 2015.

Bucaram fue elegido con 428.000 votos para el primer período de sesiones de la Asamblea Nacional para la circunscripción nacional como miembro del Partido Roldosista Ecuatoriano, uno de los principales objetivos de su campaña era legislar a favor de los pobres del país.[cita requerida] Su esposa, Gabriela Pazmiño, fue miembro del mismo partido elegida como asambleísta por la provincia de Guayas.
Periodo 2013 - 2017
Bucaram junto con su esposa, buscó la reelección para el segundo período de sesiones de la Asamblea Nacional, solo Bucaram fue elegido con medio millón de votos y de esta manera se convirtió en el único miembro del Partido Roldosista Ecuatoriano.
El 1 de diciembre de 2014 al inicio del primer debate del informe sobre las enmiendas a la Constitución que elaboró la Comisión Ocasional Legislativa, Dalo Bucaram anunció la renuncia a su cargo de Asambleísta Nacional por estar en contra de los cambios a la Carta Marga que promovía el bloque de Alianza País.

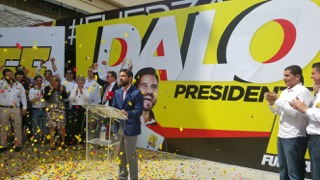
Lanzamiento a la Presidencia de la República del Ecuador (2016).

### Candidato para las elecciones presidenciales de Ecuador de 2017
El 10 de septiembre de 2015 el Consejo Nacional Electoral aprobó el partido político Fuerza Ecuador convirtiéndose en el undécimo grupo político nacional habilitado para las elecciones del 2017. Este partido cuenta con el número 10 como distintivo electoral, antes le pertenecía al Partido Roldosista Ecuatoriano, tiene cerca de 300 mil afiliados a nivel nacional.[cita requerida]
En diciembre de 2015 Dalo Bucaram, director nacional de Fuerza Ecuador se anunció como candidato presidencial del partido político para las elecciones del 2017 y adelantó la primera propuesta de su plan de Gobierno, que consiste en la eliminación de las cocinas de inducción. Es el segundo candidato anunciado para la presidencia de la República del Ecuador.

## Controversias

### Atentado contra el Bolillo Gómez
En el año 2001, cuando era jugador de Santa Rita, el director técnico de la selección ecuatoriana Hernán Darío Gómez fue herido de bala por parte de Joselo Rodríguez que reclamó "verbalmente" a Gómez por la no convocatoria de Dalo, a la selección Sub-20 que participó en el Mundial de Argentina, de junio y julio de 2001.

### Controversias en la Asamblea Nacional
Durante su primer periodo de asambleísta en 2009, fue multado con el 10 % de su salario mensual por la administración de la Asamblea Nacional de Ecuador después de ser verbalmente agresivo hacia Betty Amores y otros asambleístas miembros de Alianza País.
En su segundo periodo en 2013 como asambleísta, renunció a su puesto por estar en contra de los cambios a la Constitución que promovió el bloque de Alianza País, cuestionando que no se permita al pueblo ecuatoriano ser consultado para decidir los cambios en la constitución vigente desde 2008.

### Corrupción durante la pandemia
Durante la pandemia de COVID-19 de 2020, el juez Marco Eduardo Guerra dio paso al pedido hecho por Fiscalía, para que se detenga por 24 horas con fines investigativos al exlegislador Dalo Bucaram Pulley, su esposa, Gabriela Pazmiño y contra el hermano menor Michel Bucaram. Se conoce que el también excandidato presidencial está en Estados Unidos, por lo que la orden de captura aplicaría si se los localiza en el país.
Dentro de las acusaciones dadas por las investigaciones realizadas a los hermanos Bucaram, según el caso de asociación ilícita en la venta de insumos médicos durante la pandemia y los lazos fuertes en el manejo corrupto de entidades públicas cuando era asambleísta, se negó por parte de la Fiscalía el pago de la fianza para poder limpiar sus nombres, por lo que seguirá investigándose el caso.
El 13 de mayo de 2021, Bucaram y su esposa fueron absueltos del cargo de delincuencia organizada por la venta ilícita de insumos médicos con sobreprecios en hospitales públicos del IESS de Guayaquil, debido a falta de pruebas, aunque después se encausaron a sus procesadores en el Caso Metástasis.